# Нисбет, Джошуа
Джошуа Джеффери (Джош) Нисбет (англ. Joshua Jeffery "Josh" Nisbet; род. 15 июня 1999, Австралия) — австралийский футболист, полузащитник нидерландского клуба «Рода» и сборной Австралии.

## Клубная карьера
Нисбет — воспитанник клубов «Сент-Мерис», «Саншайн Кост» и «Сентрал Кост Маринерс». 1 августа 2018 года в поединке Кубка Австралии против «Аделаида Юнайтед» Джош дебютировал за основной состав последних. 23 января 2019 года в матче против «Ньюкасл Юнайтед Джетс» он дебютировал в A-Лиге. 21 ноября 2021 года в поединке против «Ньюкасл Юнайтед Джетс» Джош забил свой первый гол за «Сентрал Кост Маринерс». В 2023 году игрок помог клубу выиграть чемпионат.
Летом 2025 года перешёл в нидерландский клуб «Рода», подписав двухлетний контракт до середины 2027 года с возможностью продления ещё на год.

## Международная карьера
В 2022 году в составе олимпийской сборной Австралии Нисбет принял участие в молодёжном чемпионате Азии в Узбекистане. На турнире он сыграл в матчах против команд Кувейта, Иордании и Туркменистана.

## Достижения
Клубные
 «Сентрал Кост Маринерс»
- Победитель A-Лиги — 2022/2023